# あゝ声なき友
『あゝ声なき友』（ああこえなきとも）は、1972年4月29日に公開された日本映画。渥美清が企画、主演を行っている。原作である有馬頼義の『遺書配達人』を読んだ渥美が映画化実現のために設立した「渥美清プロダクション」と松竹が提携製作した。

## あらすじ
終戦後、病気入院していたため、部隊で一人生き残った西山民次は、戦友12人の遺書を抱き日本へ帰国した。家族全員原爆で死亡し、身寄りの無くなった西山は、なんとか食い繋ぎながら、12通の遺書を配達するべく旅に出る。そして、行く先々で西山が見たものは、生々しい戦争の傷跡だった。
戦争で狂わせられた各人各様の人生とさまざまな心模様を、社会派の巨匠今井正が描き出している。

## スタッフ
- 原作：有馬頼義「遺書配達人」（東邦出版刊）
- 監督：今井正
- 脚本：鈴木尚之
- 製作：杉崎重美、本田延三郎、高島幸夫
- 企画：本田延三郎、高島幸夫、今井正、鈴木尚之、渥美清
- 撮影：堂脇博
- 音楽：小室等
- 録音：中村寛
- 監督助手：五十嵐敬司

## キャスト
- 西山民次：渥美清
- 羽鳥良助：新克利
- 町よしの：市原悦子
- 旅芝居の男：梅津栄
- 八木千恵子：長山藍子
- 八木隆弘：江原真二郎
- 礼の担当弁護士：大滝秀治
- 島方静代：小川真由美
- 警察署長：織本順吉
- 西野入国臣：加藤嘉
- 国本：金井大
- 花香：香山美子
- 老婆：北林谷栄
- 百瀬大吉：北村和夫
- ウメ子：北村光蓉子
- 辰一：財津一郎
- 静代の主治医：坂本長利
- 市原礼：志垣太郎
- 朴：田中邦衛
- 店の老婆：田中筆子
- 尾上団十郎：田武謙三
- 川瀬三吉：長門裕之
- 上辻美喜：倍賞千恵子
- 百瀬の妻：春川ますみ
- 松本友清：松村達雄
- 松本軍一：森次浩司
- 漁港の漁師：山谷初男
- 温泉宿の女中：悠木千帆
- 西賀紀子：吉田日出子